# Alois von Gavasini
Alois von Gavasini (Bonn, 1762 – Klagenfurt, 28 novembre 1834) è stato un generale austriaco di origini tedesche.
Nativo di Bonn, offrì i suoi servigi all'Austria e vinse una distinzione per coraggio dimostrato nel 1790. Impegnato nella campagna d'Italia, guidò la retroguardia a Primolano nel settembre del 1796 e, sebbene superato in numero dai francesi, riuscì a reagire con forza, venendo comunque ferito e catturato. Ad Arcole, nel novembre 1796, combatté una brigata sul campo contro Napoleone Bonaparte. Promosso generale nella primavera del 1800, guidò una potente brigata a Hohenlinden in Baviera. Anche se la battaglia terminò con una decisiva sconfitta degli austriaci, le sue truppe combatterono sino all'ultimo prima di essere costrette a ritirarsi. La campagna in Italia del 1805 lo vide impegnare una brigata di riserva nella battaglia di Caldiero. Dopo una breve ritirata, tornò a capo di una brigata nelle battaglie di Sacile, del fiume Piave e di Graz nella guerra del 1809. Si ritirò quindi dall'esercito pensionandosi.

## Biografia

### I primi anni
Nato a Bonn, nell'allora Elettorato di Colonia, nel 1762, Alois von Gavasini era in realtà figlio di una famiglia di origini italiane trasferitasi in Germania nel XVIII secolo. Ancora giovanissimo, decise di intraprendere la carriera militare al servizio dell'esercito del Sacro Romano Impero e per questo scopo decise di trasferirsi in Austria per arruolarsi.
Tra i suoi primi successi, sappiamo che il 19 dicembre 1790 si guadagnò la croce di cavaliere dell'Ordine Militare di Maria Teresa, ma non conosciamo se l'azione per cui venne ricompensato è parte della Guerra austro-turca o della Rivoluzione del Brabante.
Nel settembre del 1793, ottenne il rango di maggiore e il 1º aprile 1796 venne promosso tenente colonnello.

### Le guerre rivoluzionarie francesi

#### Primolano
Nel settembre del 1796, l'armata di Dagobert Sigmund von Wurmser discese il Brenta e marciò dal Trentino verso Bassano del Grappa nella valle del Po. Il generale Peter Quasdanovich, che guidava una divisione, lasciò Gavasini con una retroguardia d'emergenza a Primolano, presso Cismon del Grappa, nel caso ve ne fosse bisogno contro i francesi di Pierre Augereau. Il comando di Gavasini includeva 1.108 uomini dell'11º reggimento di fanteria Michael Wallis, 561 soldati su quattro compagnie del 42º reggimento di fanteria Erbach, 100 uomini in una compagnia dei cacciatori Mahony, mezza compagnia di pionieri e 90 ussari del 9º reggimento Erdödy. Un'altra colonna al comando del colonnello Georg von Stentsch giunse sul posto, portando il numero totale delle truppe disponibili a circa 2.800. Gavasini decise pertanto di disporsi in una lanca del Brenta che in parte gli consentiva di proteggere meglio il suo fronte.
Il 7 settembre, la divisione di Augereau sembrò attaccare le linee austriache. Dopo aver attraversato diversi ponti e corsi d'acqua, i francesi riuscirono a porre le posizioni austriache in pericolo. Il 5º fanteria leggera ed il 4º fanteria di linea costrinsero ben presto Gavasini a spostarsi al forte di Covelo, a circa 200 metri sopra l'abitato. Il 5º fanteria leggera accerchio il fianco sinistro austriaco, mentre il 4° si occupò di Gavasni e del forte. Dopo un'ora di combattimenti, Gavasini ormai ferito ed i suoi uomini finirono catturati dal 5º reggimento dragoni di Édouard Jean Baptiste Milhaud.
Al confronto delle più leggere perdite francesi, gli austriaci persero 1.500 uomini e cinque cannoni finirono catturati nel combattimento, oltre a gran parte dei battaglioni Wallis e Erbach. Le forze totali austriache nell'area erano di 4.000 uomini, tra cui il 9º battaglione del reggimento Karlstadt, il 4º battaglione del reggimento Warasdiner e i granatieri del 49º fanteria Pellegrini. Le forze di Augereau consistevano in una divisione di 8.200 uomini su dodici battaglioni in due brigate rispettivamente sotto il comando di Jean-Baptiste Dominique Rusca e Claude-Victor Perrin. La Battaglia di Bassano si svolse il giorno successivo.

#### Arcole

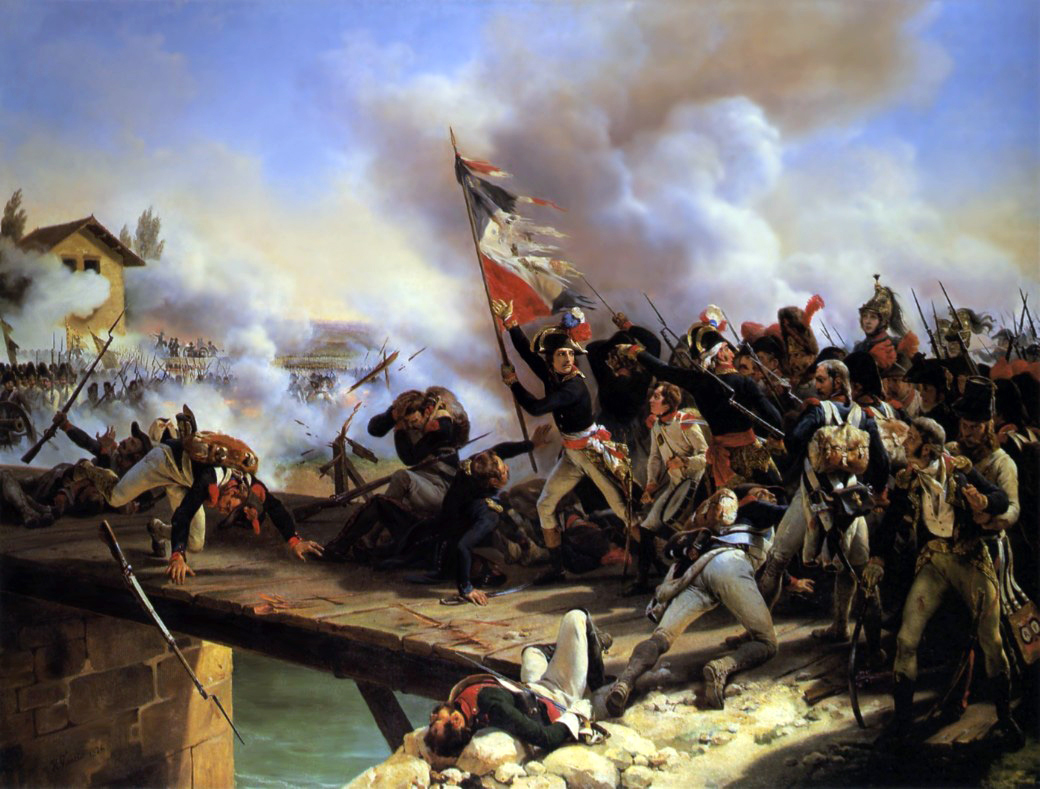
Dipinto di Horace Vernet che celebra la guida del Bonaparte all'attraversamento del ponte di Arcole

Dopo essere stato liberato nel corso di uno scambio di prigionieri, Gavasini si riunì all'esercito austriaco per la terza ripresa dell'Assedio di Mantova. La mattina del 15 novembre 1796, l'esercito francese di Napoleone Bonaparte diede inizio alla Battaglia di Arcole attraversando l'Adige dietro al fianco sinistro di Jozsef Alvinczi. Da qui, l divisione di Augereau si portò a nord verso Arcole mentre quella di Andrea Massena si spostò a nord-est in direzione di Belfiore. In risposta agli ordini ricevuti da Alvinczi, Gavasini spostò la sua brigata a Belfiore alle 11:00. Guidando il 51º fanteria Splényi malgrado il pantano, Gavasini riuscì a scontrarsi con l'avanzata di Masséna a Bionde, a metà strada tra Belfiore e Ronco all'Adige. Sul primo momento il reggimento Splényi venne respinto dai francesi che gli catturarono due cannoni. Ad ogni modo, una seconda colonna austriaca agli ordini del colonnello Adolf Brabeck iniziò a sparare per errore sugli uomini di Gavasini, gettandoli nel panico. Massena seguì la ritirata degli Austriaci e temporaneamente occupò Belfiore.
Nel secondo giorno di battaglia, Alvinczi ordinò a sei battaglioni agli ordini del marchese Giovanni Provera di avanzare verso Belfiore mentre 14 battaglioni al comando di Anton Ferdinand Mittrowsky avrebbero attaccato da sud da Arcole. Alle 5:00, l'attacco di Provera era ormai compiuto, ma venne respinto da Massena. Brabeck rimase ucciso e le forze austriache si ritirarono nuovamente a Belfiore, che i francesi ricatturarono nuovamente, assieme ad altri cinque cannoni. L'attacco di Mittrowsky fallì anch'esso, ma se non altro riuscì a mantenere Arcole sino a mezzanotte ed a prevenire altri scontri. Il terzo giorno, Massena decise di dividere il grosso della propria divisione di modo da poter aiutare Augereau e riuscì pertanto a conquistare definitivamente Arcole alle 17:00 del 17 novembre, vincendo la battaglia.

#### Hohenlinden

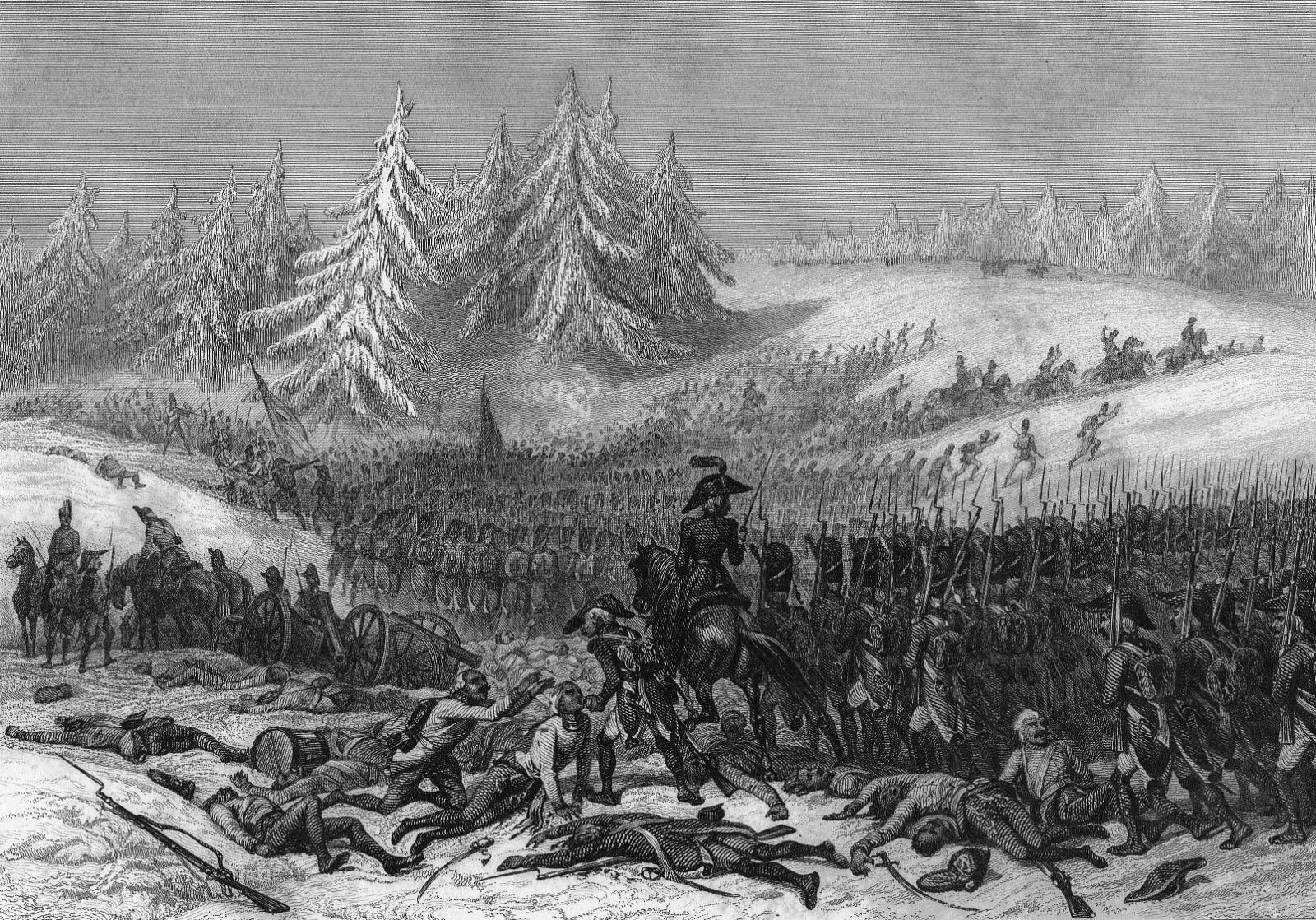
La battaglia di Hohenlinden

Gavasini venne promosso colonnello il 4 dicembre 1796 e maggiore general il 6 marzo 1800. Il 3 dicembre 1800 guidò una brigata del corpo d'armata di Michael von Kienmayer nella Battaglia di Hohenlinden. La sua brigata era parte della divisione del principe Karl Philipp von Schwarzenberg e comprendeva un battaglione del 30º reggimento di linea Ligne; due battaglioni del 9º reggimento di fanteria Clerfayt, il 58º reggimento di fanteria Beaulieu e il 55º reggimento di fanteria Murray oltre a tre battaglioni del 21º fanteria Gemmingen. La battaglia terminò con un disastro per gli austriaci e tra tutti solo Schwarzenberg seppe guadagnarsi degli onori avendo condotto lo scontro con abilità.
Mentre molti capi austriaci diedero prova di essere irrisoluti, Schwarzenberg si scontrò con l'ala sinistra di Paul Grenier, di Louis Bastoul e di Michel Ney. Il reggimento Gemmingen delle truppe di Gavasini riuscì ad assediare rapidamente il villaggio di Forstern ma venne ricacciato poco dopo. Il combattimento di Schwarzenberg si incentrò in una serie di schermaglie a nord di Hohenlinden. Il reggimento Murray si portò a Kronacker con un impetuoso assalto, facendo perdere il contrattacco di Ney e nuovamente riprendendo il controllo del borgo. Sul finire del giorno, i francesi ripresero Kronacker perdendola poi nuovamente per una carica del reggimento Murray. Kienmayer seppe che i francesi avevano sfiancato il centro della colonna di Johann Kollowrat e diede l'ordine della ritirata. Nonostante le difficoltà tattiche della situazione, Schwarzenberg fu quindi in grado di ritirare la propria divisione in buon ordine.

### Le guerre napoleoniche

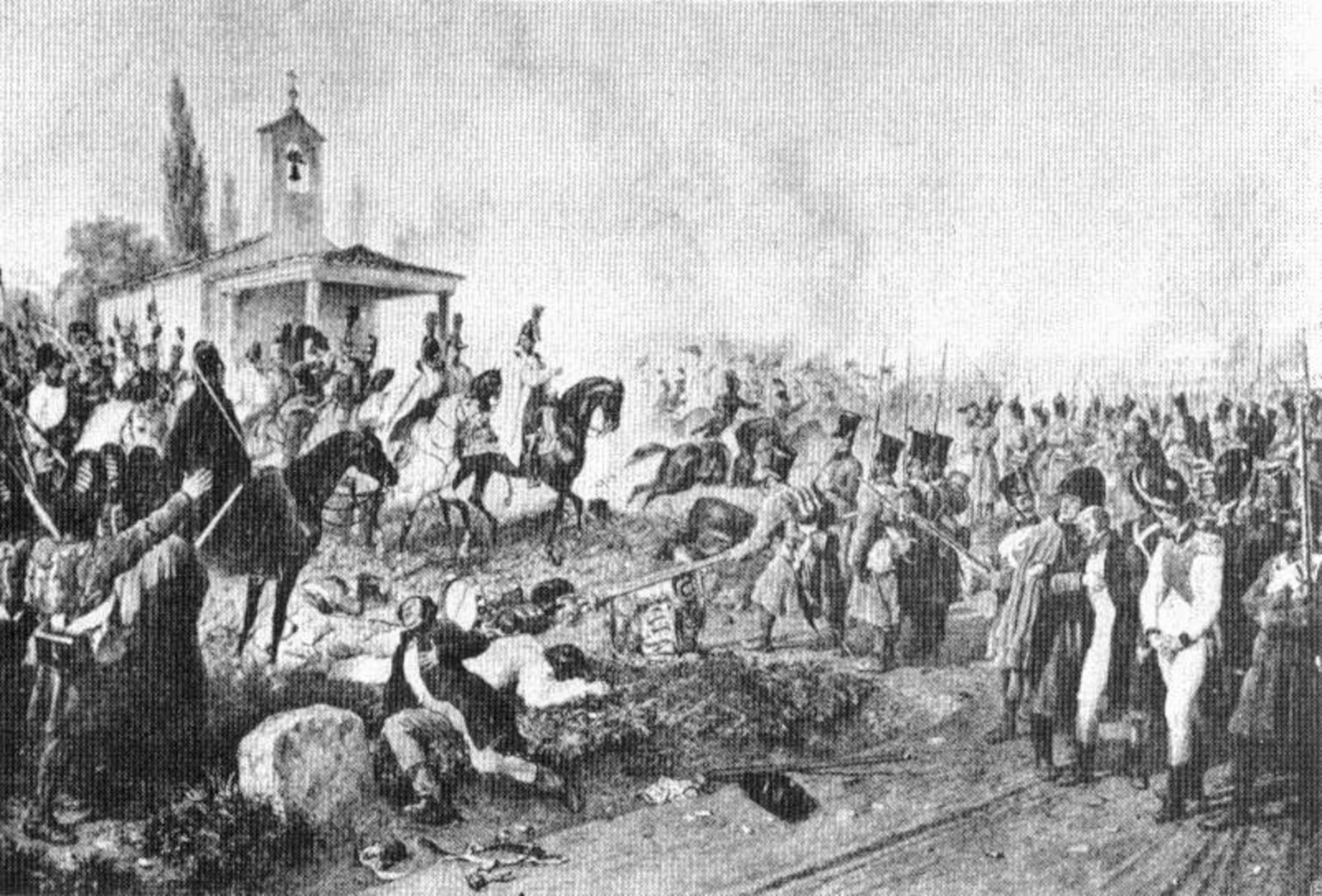
L'arciduca Carlo alla Battaglia di Caldiero

Dal 1801 al 1805, Gavasini ebbe comandi militari in Carniola, nell'attuale Slovenia. Il suo quartier generale venne posto a Lubiana.
Nella Guerra della Terza coalizione, Gavasini guidò una brigata di sette battaglioni nell'armata d'Italia dell'arciduca Carlo d'Asburgo-Teschen. Alla Battaglia di Verona, le sue unità vennero assegnate al fianco sinistro sotto il comando di Paul Davidovich. Dopo una riorganizzazione, combatté la riserva del generale Eugène-Guillaume Argenteau nella Battaglia di Caldiero dal 29 al 31 ottobre 1805. La sua brigata includeva quattro battaglioni del 16º reggimento di fanteria Archduke Rudolf, tre battaglioni del 45º reggimento di fanteria Lattermann ed otto squadroni del 10º reggimento ussari Stipczic.

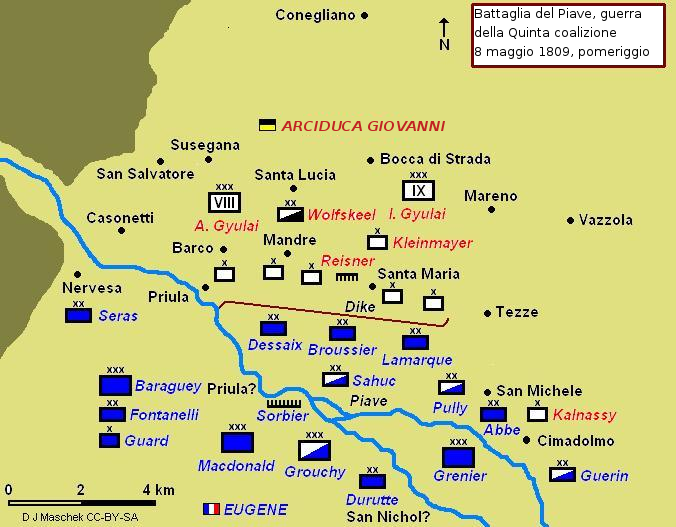
La battaglia del Piave all'8 maggio 1809, le posizioni del pomeriggio

Gavasini diede le proprie dimissioni dall'esercito nel 1806, ma venne richiamato in servizio allo scoppio della Guerra della Quinta coalizione. All'inizio del conflitto comandò una brigata di landwehr che comprendeva due battaglioni da Trieste, due da Gorizia e quattro da Postumia. Dopo lo scoppio della Ribellione tirolese, l'alto comando austriaco ordinò a Johann Gabriel Chasteler de Courcelles e ad una divisione di andare in soccorso ai ribelli nelle loro operazioni contro i francesi. Nella conseguente riorganizzazione dell'armata dell'arciduca Giovanni d'Asburgo-Lorena nell'Austria Interna, Gavasini venne compreso con la sua brigata nel IX corpo d'armata di Ignác Gyulay. Le sue forze erano composte da tre battaglioni del 13º reggimento di fanteria Reisky e da un battaglione e mezzo del 2º reggimento di fanteria Otocaner. Guidò queste unità nella Battaglia di Sacile il 16 aprile 1809. L'VIII corpo d'armata di Albert Gyulay assorbì il grosso dell'attacco dell'armata di Eugène de Beauharnais mentre il IX corpo d'armata attese in riserva. Nel pomeriggio, l'arciduca Giovanni scatenò le truppe di Ignác Gyulay che riuscirono a vincere la battaglia scacciando i francesi.
Alla Battaglia del Piave dell'8 maggio 1809, comandò due battaglioni del reggimento Otocaner nel IX corpo d'armata. Ad ogni modo, due brigate dell'VIII corpo d'armata di Albert Gyulai ressero il fianco destro presso Mandé mentre una brigata di Johann Kalnássy del IX corpo d'armata formò il fianco all'estrema sinistra presso Cimadolmo. Nel tardo pomeriggio, i franco italiani riuscirono a spezzare la linea di Ignác Gyulay al centro e costrinsero pertanto l'arciduca Giovanni a utilizzare la riserva. L'esercito austriaco venne costretto poco dopo a ritirarsi.
Dopo il Piave, l'arciduca Giovanni si ritirò a Villaco col grosso del suo corpo mentre inviò Ignác Gyulay a Lubiana per sostenere la difesa della Croazia. Dopo una riorganizzazione, Gavasini si trovò a capo di una brigata nella divisione di Anton von Zach nel corpo d'armata di Ignác Gyulay. Comandò due battaglioni del reggimento Otocaner, due battaglioni del 52º fanteria Arciduca Franz Karl e otto cannoni. Il 24 giugno, i reggimenti Otocaner e Arciduca Franz Karl si scontrarono con la divisione di Jean-Baptiste Broussier a Karlsdorf, oggi sobborgo di Graz. Le truppe combatterono inoltre nella Battaglia di Graz dal 25 al 26 giugno.
Gavasini si ritirò nuovamente il 10 dicembre 1809 e non fece più ritorno in servizio. Morì a Klagenfurt il 28 novembre 1834.